# جيري جي. وينغ
جيري جي. وينغ هو شخصية أعمال وسياسي أمريكي، ولد في 21 يونيو 1923، وتوفي في 18 يوليو 1994. نشط حزبياً في الحزب الجمهوري. وقد انتخب عضو جمعية ولاية ويسكونسن ‏.